# Alfred der Große – Bezwinger der Wikinger
Alfred der Große – Bezwinger der Wikinger ist ein Historienfilm über den König von Wessex, der die angelsächsischen Fürstentümer Englands gegen die Wikinger geeint hat.

## Handlung
Der Film stützt sich auf die historischen Aufzeichnungen des Priesters Asser, der Alfreds Lehrmeister, Freund und Weggefährte war.
Der junge Prinz Alfred soll zum Priester geweiht werden, jedoch kommt es nicht dazu, da sein älterer Bruder Æthelred, der König von Wessex, ihn um Hilfe gegen die dänischen Invasoren bittet. Alfred leitet eine erfolgreiche Schlacht und ist wieder Prinz bei Hof, möchte jedoch immer noch Priester werden.
Als sein Bruder ein Treffen mit dem König von Mercia einfädelt, trifft Alfred auf dessen Tochter Aelhswith, eine alte Jugendliebe, und verliebt sich erneut in sie. Von Fleischeslust gepackt, schwört er der Keuschheit ab und heiratet Aelhswith.
Kurz darauf stirbt der König und Alfred wird sein Nachfolger, jedoch erschüttern die Anstürme der Wikinger sein Königtum, persönliche Grausamkeit gegen untergebene Fürsten und auch seine Ehefrau führen zur Entfremdung, so dass er das Vertrauen seines Volkes verliert. Nach schweren militärischen Niederlagen flüchtet er in den Untergrund.
Dort wird er wieder menschlich und versucht, die Dänen aus England zu vertreiben, deren König sich ebenfalls in Aelhswith verliebt hat.

## Inszenierung
Der Film zeigt eine außergewöhnliche Stimmung und Szenerie. Er ist eher dokumentarisch als effektvoll angelegt, zeigt das Leben und Werk des englischen Königs in kritischem Licht.

## Kritiken
„Die Versuche, das Privatleben des Königs in die historischen Ereignisse einzubeziehen, ersticken ebenso im Dekorativen wie die Bemühungen um psychologische Vertiefung; bemerkenswert die Choreografie der Massenszenen.“

„Trotz eines Versuchs der psychologischen Vertiefung der Hauptfigur, des Königs von Wessex […], haben wir in diesem Farb-Breitwandfilm aus Großbritannien nur wieder einen wenig erfreulichen pseudo-historischen Monsterschinken unseligen […] Angedenkens vor uns. Nur wenig über den Durchschnitt hinausgehend.“